# The Son's Return
The Son's Return is een Amerikaanse stomme en korte film uit 1909 onder regie van D.W. Griffith. De film is gebaseerd op een boek van Guy de Maupassant.

## Verhaal
Een jongeman vertrekt naar de grote stad om hier zijn geluk te vinden. Als hij jaren later terugkomt en verschijnt in het hotel van zijn ouders, herkennen ze hem niet. Wat ze wel opmerken, is zijn portefeuille. Ze besluiten hem te beroven.

## Rolverdeling
| Acteur            | Personage  |
| ----------------- | ---------- |
| Charles West      | De Zoon    |
| Herbert Prior     | De Vader   |
| Anita Hendrie     | De Moeder  |
| Mary Pickford     | Mary Clark |
| Mack Sennett      | Buurman    |
| Owen Moore        | Extra      |
| Arthur V. Johnson | Extra      |
| Charles Avery     | Extra      |